# IC 1420
IC 1420 је спирална галаксија у сазвјежђу Пегаз која се налази на листи објеката дубоког неба у Индекс каталогу.
Деклинација објекта је + 19° 45' 0" а ректасцензија 22h 2m 31,5s. Привидна величина (магнитуда) објекта IC 1420 износи 13,4 а фотографска магнитуда 14,2. Налази се на удаљености од 21,1 милиона парсека од Сунца. IC 1420 је још познат и под ознакама UGC 11880, MCG 3-56-5, CGCG 451-4, KCPG 561A, PGC 67900.